# Gasteranthus calcaratus
Gasteranthus calcaratus là một loài thực vật có hoa trong họ Tai voi. Loài này được (Kunth) Wiehler mô tả khoa học đầu tiên năm 1975.